# Трейвон Мартін
Тре́йвон Бе́нджамін Ма́ртін (англ. Trayvon Benjamin Martin, 5 лютого 1995, Маямі, Флорида, США — 26 лютого 2012, Сенфорд), там само) — американський чорношкірий 17-літній підліток, вбивство котрого у Флориді у лютому 2012 року викликало значний суспільний резонанс. Мартін був убитий місцевим громадським патрульним Джорджем Циммерманом після того, як чорношкірого підлітка запідозрили у підозрілій поведінці. Циммерман виправдав стрілянину необхідністю самооборони і не був спочатку затриманий поліцією за вбивство, оскільки закони Флориди надавали широкі права застосування зброї у разі загрози безпеки особи. Попри це, вбивство беззбройного чорношкірого підлітка викликало звинувачення вбивці і поліції Флориди у расизмі, набуло неабиякого розголосу у США і в декількох інших країнах. На захист прав чорношкірих виступили такі відомі активісти, як Ел Шарптон та інші. У декількох містах США пройшли багатолюдні демонстрації з вимогою арешту вбивці підлітка. Вбивство Трейвона Мартіна відновило в американському суспільстві суперечки навколо расизму, розповсюдження вогнепальної зброї, ролі поліції у громадському житті країни.